# Maxi Araújo
Maximiliano Javier „Maxi” Araújo Vilches (ur. 15 lutego 2000 w Montevideo) – urugwajski piłkarz występujący na pozycji lewego skrzydłowego, lewego pomocnika lub lewego obrońcy, reprezentant Urugwaju, od 2025 roku zawodnik portugalskiego Sportingu CP.
Jest bratem Césara Araújo, również piłkarza.